# Гожский сельсовет
Гожский сельсовет — административная единица на территории Гродненского района Гродненской области Белоруссии. Административный центр — агрогородок Гожа.

## История
В 1997 году бывший военный городок Гожа-76 «А», расположенный на территории Гожского сельсовета Гродненского района Гродненской области, отнесён к категории сельского населённого пункта и присвоено ему наименование деревня — Новая Гожа.

## Состав
Гожский сельсовет включает 29 населённых пунктов:
- Барбаричи — деревня.
- Бержелаты — деревня.
- Богушовка — деревня.
- Будники — деревня.
- Гожа — агрогородок.
- Гумбачи — деревня.
- Дуброва — деревня.
- Загорники — деревня.
- Зелёная — деревня.
- Каменистая — деревня.
- Колония Казимировка — деревня.
- Криничная — деревня.
- Лесница — деревня.
- Лукавица — деревня.
- Мельники — деревня.
- Новая Гожа — деревня.
- Огородники — деревня.
- Перелом — деревня.
- Плебанишки — деревня.
- Подозёрки — деревня.
- Польница — деревня.
- Привалки — деревня.
- Райста — деревня.
- Русота — деревня.
- Свентоянск — деревня.
- Цидовичи — деревня.
- Чернуха — деревня.
- Чернушки — деревня.
- Шабаны — деревня.